# Рапани (музичний гурт)
Рапаны (Rapany) — український музичний гурт, дует, створений херсонськими художниками Стасом Волязловським та Семеном Храмцовим влітку 2011 року в курортному селищі Залізний Порт що на Херсонщині. За роки існування гурту його учасники неодноразово шокували та збурювали своєю творчістю як жителів Херсона так і всієї України загалом. Гурт має дуже віддану та специфічну фанатську базу. Творчість гурту треба розглядати в контексті актуального/сучасного мистецтва а не тільки музики.

## Опис творчості
Рапани, гурт специфічний, але популярний та впливовий. Ось так свій проект описують самі учасники гурту:
| | \| Два гетеросексуала, один из которых иногда любит одевать женскую одежду на себя и насильно на другого гетеросексуала, пытаясь это как-то оправдать в жестких периферийных условиях, спелись и приоделись \| |
| Два гетеросексуала, один из которых иногда любит одевать женскую одежду на себя и насильно на другого гетеросексуала, пытаясь это как-то оправдать в жестких периферийных условиях, спелись и приоделись | |

Рапани це не просто музичний гурт, це ширше, їх творчість треба вважати актуальним, сучасним арт проектом в сфері медіа мистецтва, бо крім пісень гурт має багато фото та відео, як і справжній, стандартний музичний гурт, з поправкою на те, що Рапани пародіюють шоу бізнес та музичних зірок загалом.
Творчість гурту це вибуховий коктейль з жорсткої сатири, чорного гумору, трешу та філософії заснованої на побутовому життєвому досвіді.
Свою назву гурт взяв в честь молюска, Рапани (лат. Rapana — роду хижих брюхоногих молюсків із сімейства Muricidae.), Мешканця Чорного моря, на берегах якого з'явився музичний союз двох херсонських хлопців. Протягом свого існування учасники гурту іронізують і ламають гомофобні стереотипи периферії. Творчості цих молодих виконавців притаманний яскравий, нарочито сексуальний одяг, емоційна, порою шокуюча, поведінка на сцені. Станіслав любить займатися оральним сексом з мікрофоном, Семен, захопившись танцем, часто садиться на шпагат, розриваючи при цьому весільні сукні (які обожнює і носить на концертах).
Що до ідеї своєї творчості Рапани говорять:
|  | \| \|«Наш творческий музыкальный мужской коллектив имеет удовольствие жить и творить в городе Херсоне, на территории которого свирепствуют жестко-периферийные гомофобные ветры полудиких причерноморских степей. Эти ветры свирепствуют не только в Херсоне, но и по всей Украине, по географическому расположению являющейся частью Европы. Но, к сожалению, многие факторы, кроме географического расположения, пока не дают ей окончательно сделаться Европой. Их много. Один из таких печальных факторов — Гомофобия. Мы верим, что наше творчество объединит геев и гомофобов всей планеты, давши последним избавление от страха своей латентной гомосексуальности путем воздействия на них музыкального волшебства и незабываемого яркого зрелища!» |
|  | |

Семен та Стас створюють образи геїв-гопників, «шаблонних» у своєму гействі та поведінці не з ціллю знущатися або глузувати з одностатевих відносин та представників сексуальних меньшинств. «Рапани» стьобуться з побутової гомофобії таким чином, їх персонажі-геї кидають виклик своєю епатажною поведінкою, і це може викликати у нас як відверту відразу так і гомеричний сміх, ось це і є індикатор наскільки ми, як глядачи гомофоби та наскільки ми готові сприймате те що відрізняється від нашого сприйняття. Не дивлячись не весь цей епатаж, «Рапани» закликають до всесвітнього кохання, порозуміння, любові один до одного та боротьби з побутовою гомофобією демонструючи в своїй творчості образи не тільки геїв, але й люмпінів, ксенофобів та багато інших огидних явищ які притаманні в тій чи іншій мірі кожному з нас, і які повинні бути подолані. Багато текстів гурту є автобіографічними, хоча й з долею фантастичних елементів. Свій музичний стиль гурт позиціонує як Household Glam (побутовий гламур) хоча він може бути визначений як електро авангард з вкрапленням різних музичних стилів.

### Створення гурту
Херсонський музичний чоловічий колектив «Рапаны» був створений влітку 2011 року художником Станіславом Волязловським та дизайнером UX / UI Семеном Храмцовим в рамках екологічного десанту фестиваля Terra Futura Х під час післяобіднього відпочинку в одному з пансіонатів на березі Чорноморського курорту Залізний Порт (Херсонська область, Південна Україна).
Однозначно поштовхом до виникнення творчого колективу стала покупка Семеном Храмцовим планшету компанії Apple. Завдяки практично, безкінечним можливостям цього гаджета, народився перший хіт молодої команди «Ми не Петухи!». Текстовою основою для першого треку став туристичний проспект знайдений митцями в номері пансіонату. Після першого треку був створений і другий і третій, одночасно з треками знімались і кліпи такі як «Мы не петухи!», «Массаж» які були зняті на території Залізного Порту та пансіонату в якому перебував творчий десант.

### Перші досягнення
Восени 2011 року на фестивалі сучасного мистецтва Terra Futura Х відбулась презентація проекту широкому загалу. Кліпи Массаж" та «Ми не Петухи!» були продемонстровані у блоці «Рідке Телебачення 2». Також на фестивалі відбувся перший концерт музичного колективу. Гурт «Рапани» вивезли на імпровізовану сцену в клітках і після випустили його на глядачів як хижих звірів, і вони розірвали публіку. Епатаж разом з яскравими та нарочито сексуальними костюмами з елементами БДСМ, образи геїв-маргіналів, сміливі тексти та музичне дійство під стопроцентну «фанеру», як у справжнього, серйозного колективу. Все це було запорукою першого публічного визнання та тріумфу гурту «Рапани»
Після успіху у фінальний день фестивалю гурт вирішив бути ближчим до своїх фанатів і створив свою офіційну сторінку «ВКонтакте» де продовжував свою активну діяльність, викладав нові пісні, спілкувався з фанатами та звісно ж породжував скандали як і будь-який інший зірковий гурт.

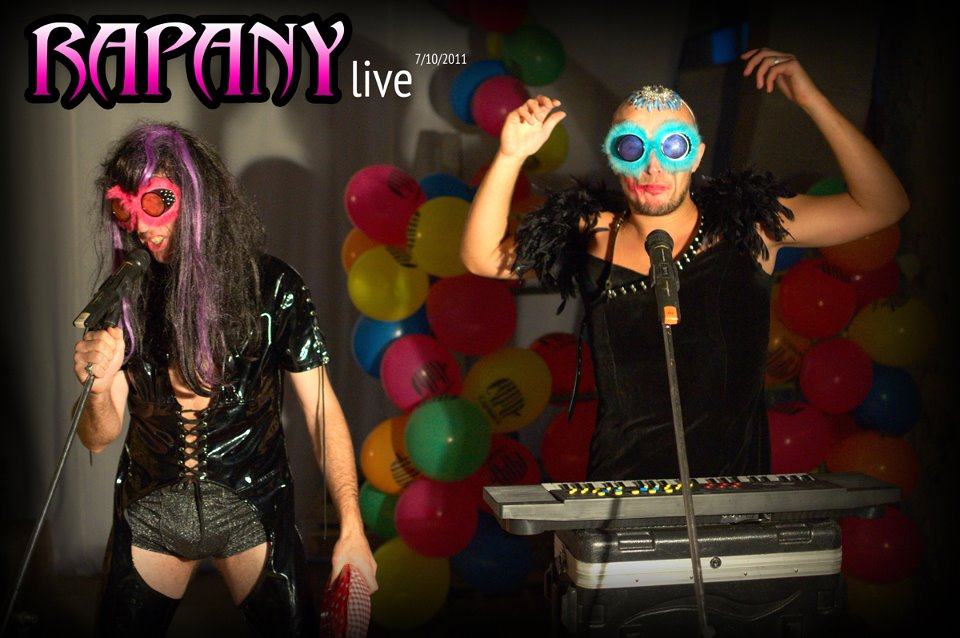
Концерт гурту "Рапани" на взуттєвій фабриці Terra Futura X 2011

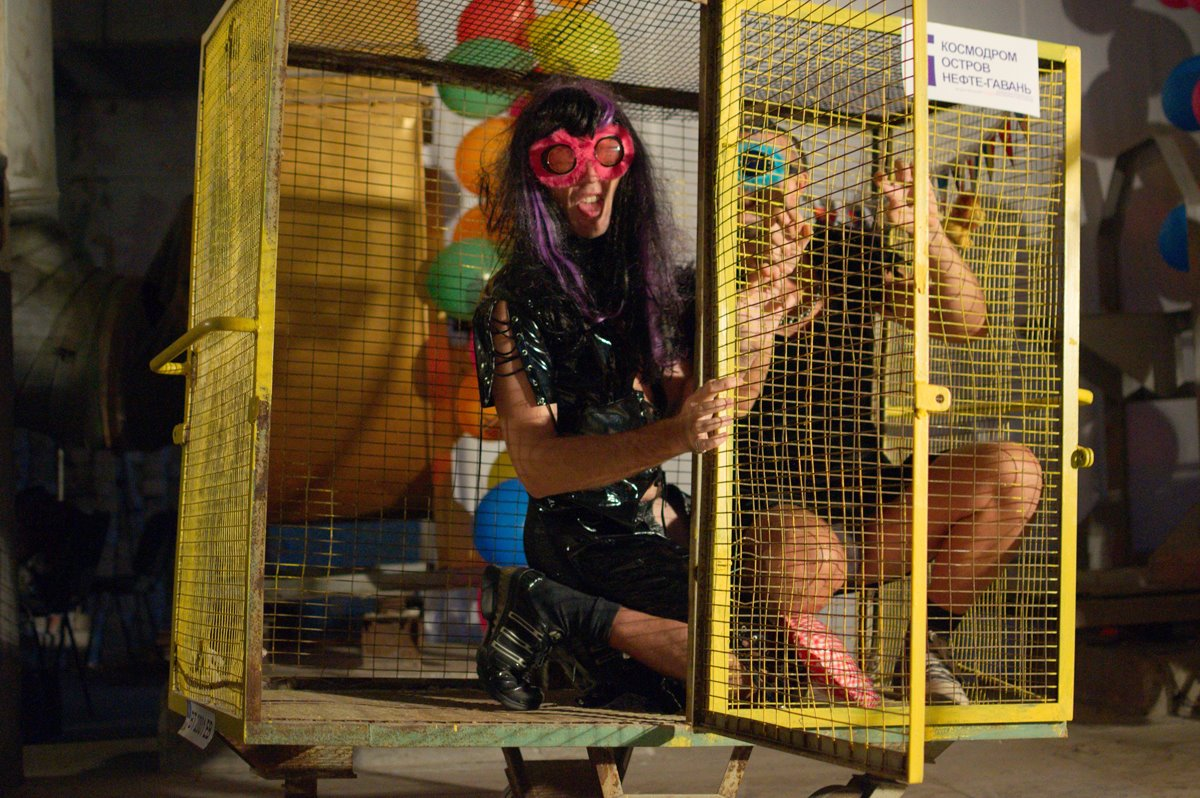
Концерт гурту "Рапани" на взуттєвій фабриці Terra Futura X 2011

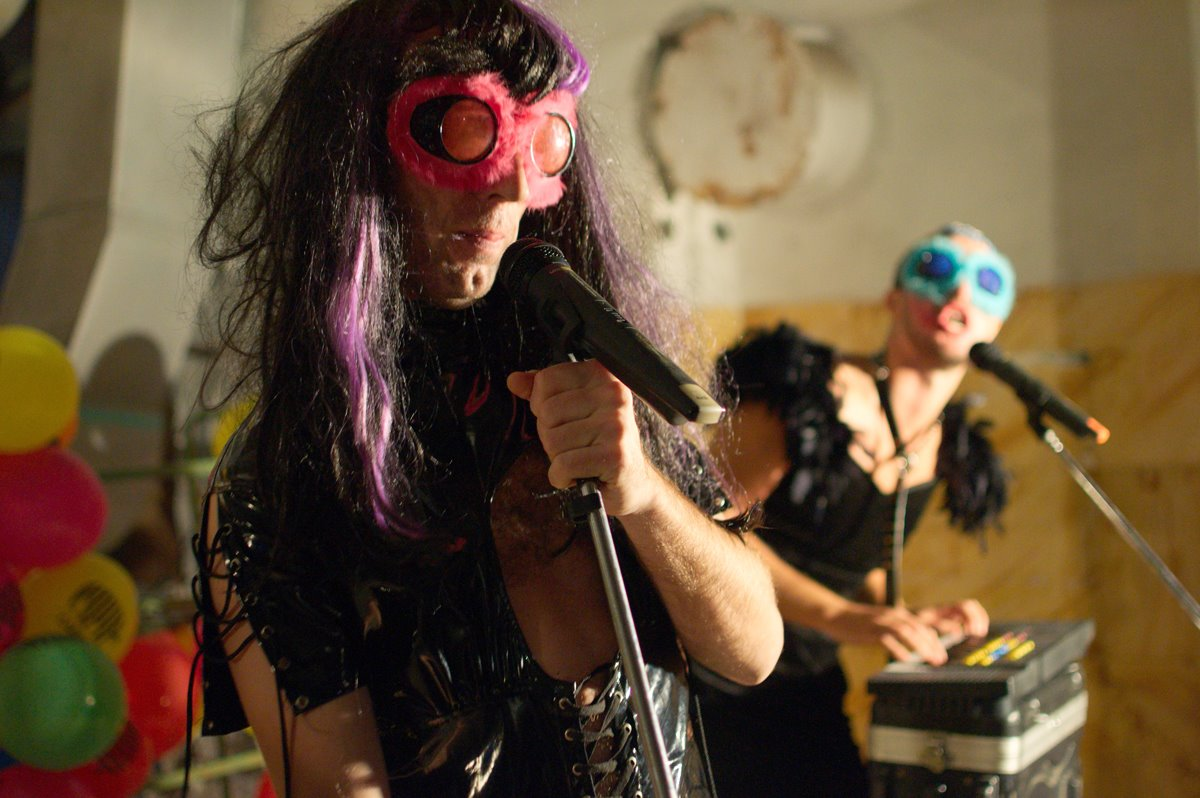
Концерт гурту "Рапани" на взуттєвій фабриці Terra Futura X 2011

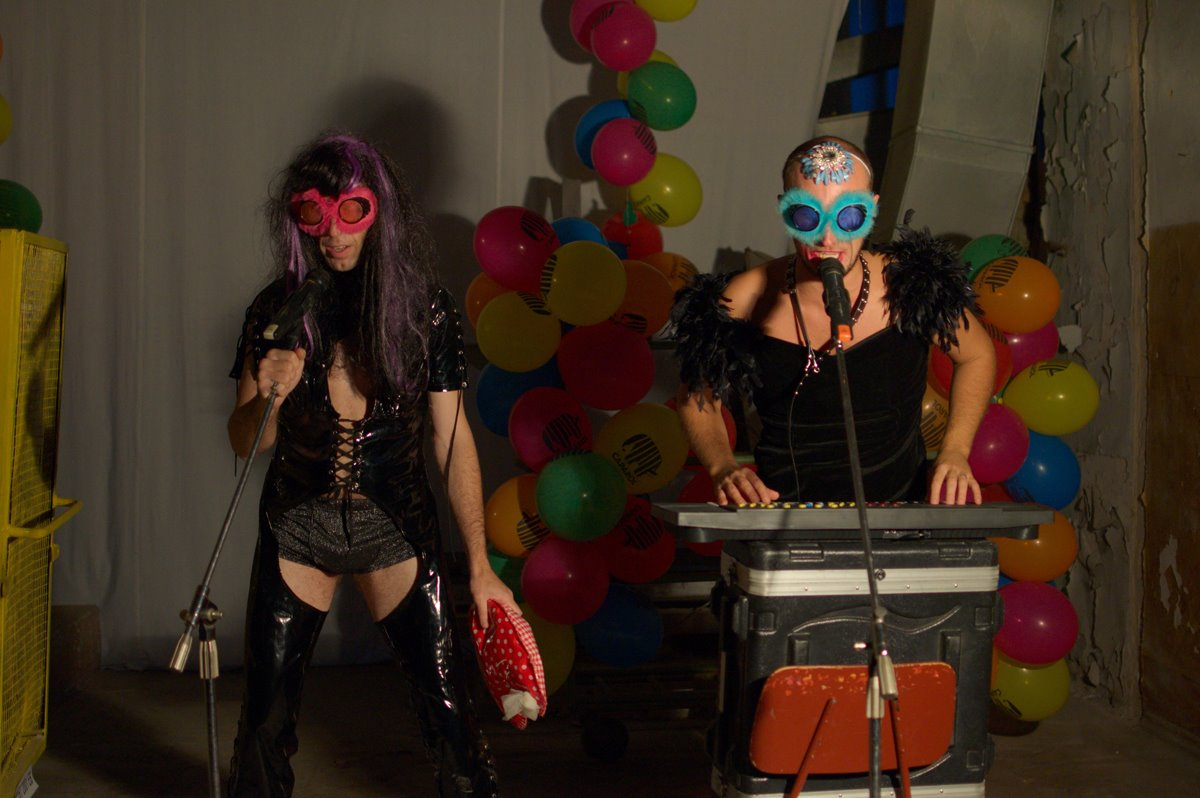
Концерт гурту "Рапани" на взуттєвій фабриці Terra Futura X 2011

### Гетеросексуальний скандал
Ця сторінка історії гурту має назву «Гетеросексуальний Скандал», хоча суть його була в відверто гомосексуальній поведінці та розтраті коштів гурту Стасом Волязловським. Але були чинники які сприяли моральному розкладу всередині гурта що в фіналі і привело до цього результату. Все почалося з амурних романів спочатку Семена з бек-вокалісткою гурту, «Сипухою», а потім Стаса з молодою модельєршєю з Білозерки. Ці стосунки не давали гурту завершити свій перший альбом, та всіляко заважали творчому процесу. Через деякий час коли тимчасові захоплення добігли кінця, Семен та продюсер гурту застали Стаса з чотирма чорношкірими фанатами, яких він вважав фанатками, до того ж він витрачав на них фінанси гурту, що дуже несподобалось як Семену так і фанатам. Одного з авторів антигейського хіта «Мы не петухи!» знайшли в компанії оголених чоловіків, що натякало на нетрадиційну сексуальну орієнтацію одного з рапанів. Обурений таким скандалом Семен заявив про розпуск гурту та припинення його творчої діяльності.
Але 2012 Стас вибачився перед фанатами за свою не гетеросексуальну поведінку, після чого він був покараний нестандартним способом та реабілітувався таким чином перед очима публіки та відданих фанатів гурту.

### Випуск альбому
Після вибачень Стаса діяльність гурту онлайн на офіційних сторінках в Facebook та Вконтакті була відновлена. Гурт «Рапани» випускав інтернет сингли приурочені як до окремих дат, так і подій, на які гурт не міг не реагувати.
Влітку 2015 гурт взяв участь в арт-резиденції на острові Бірючій де «Рапани» відіграли концерт для невеликої аудиторії.
Влітку ж 2016 року, в рамках заходу Stopien Zaleznosci (Ступінь Залежності) Колектив практичних навчальних закладів України 2000—2016 / Відкрита група, BWA. (Вроцлав, Польща), в світ вийшов перший альбом гурту «Мы не петухи!» що складався з 14 треків.

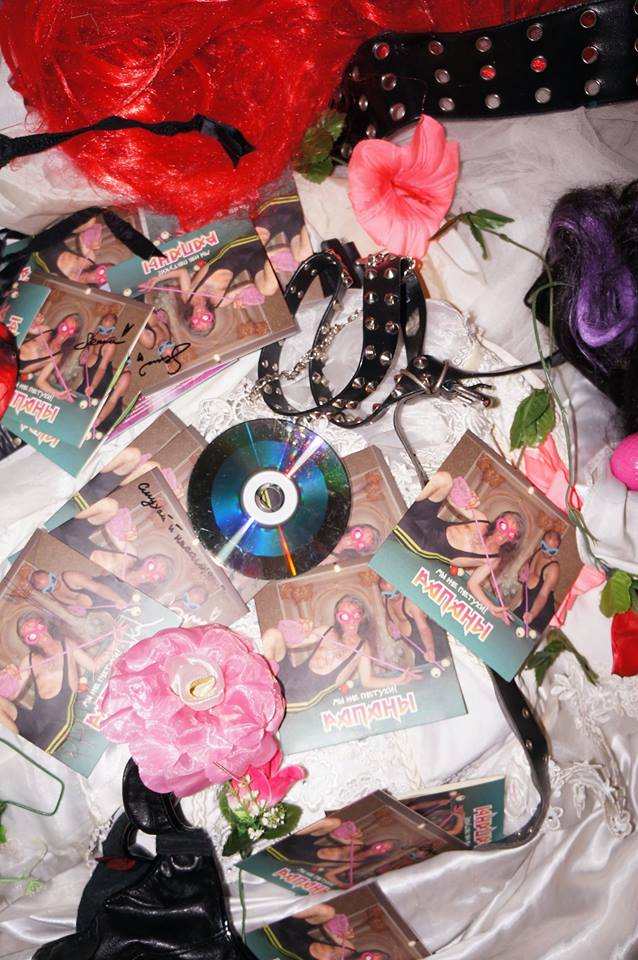
Перший CD гурту "Рапани" "Мы не Петухи!"

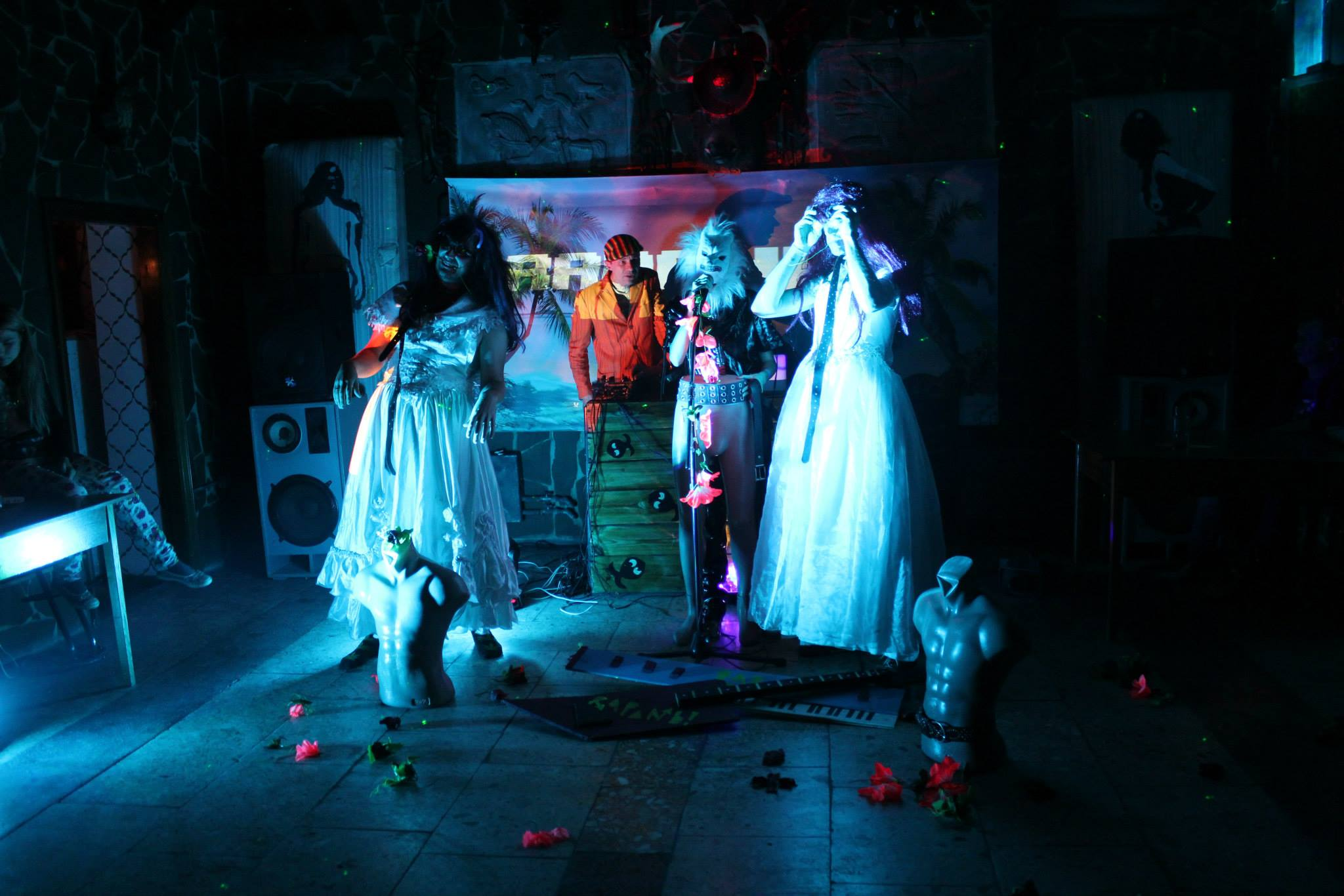
концерт на острові Бірючий 2015

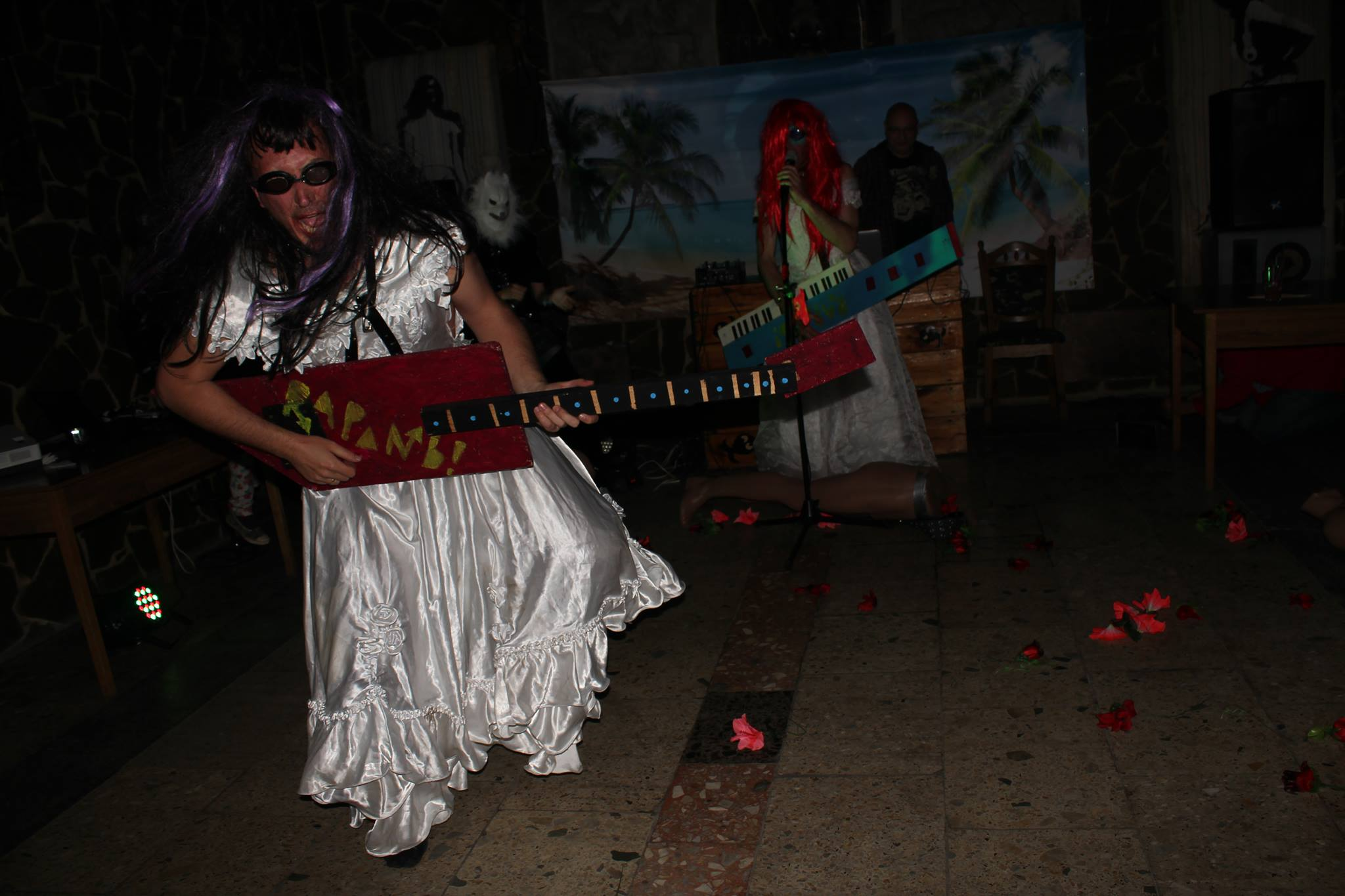
концерт на острові Бірючий 2015

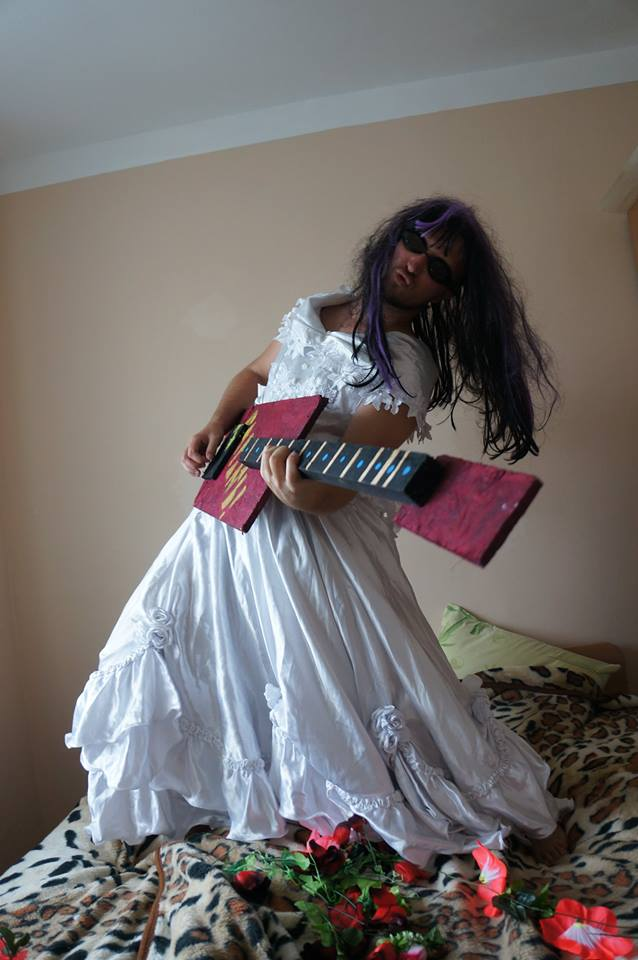
Фотосессія гурту «Рапани» на острові Бірючий

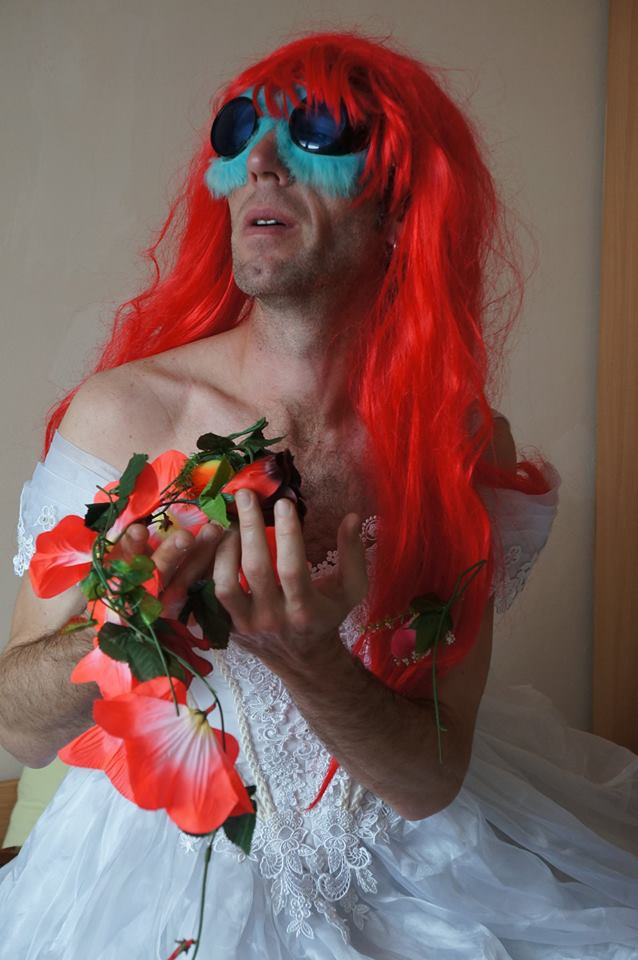
Фотосессія гурту «Рапани» на острові Бірючий

### Завершення проекту
7 жовтня 2017 року в галереї Detenpyla (Львів) відбулося відкриття проекту «Звездочет». Презентація нового кліпу гурту «Рапани» проект «Звездочет», представлений в галереї Detenpyla, це фінал багаторічної роботи зіркового музичного чоловічого дуету над новим кліпом, в основі якого лежала одна з пісень, що входить в їх альбом «Ми не Петухи». Крім прем'єри самого кліпу, глядачеві була представлена унікальна можливість ознайомитись з фото та відео документацією, що розповідає про життєво-творчий момент виконавців, ставши, не без легкої руки геніального фотографа В'ячеслава Полякова поштовхом до появи чергового відеошедевра гурту.
11 січня 2018 Херсон сколихнула неочікувана новина, відійшов у вічність та отримав медіабезсмертя Стас Волязловський, один із фронтменів, та засновник гурту «Рапани». Без Стаса гурт не може більше існувати, хоча офіційно про припинення діяльності гурту не було оголошено.

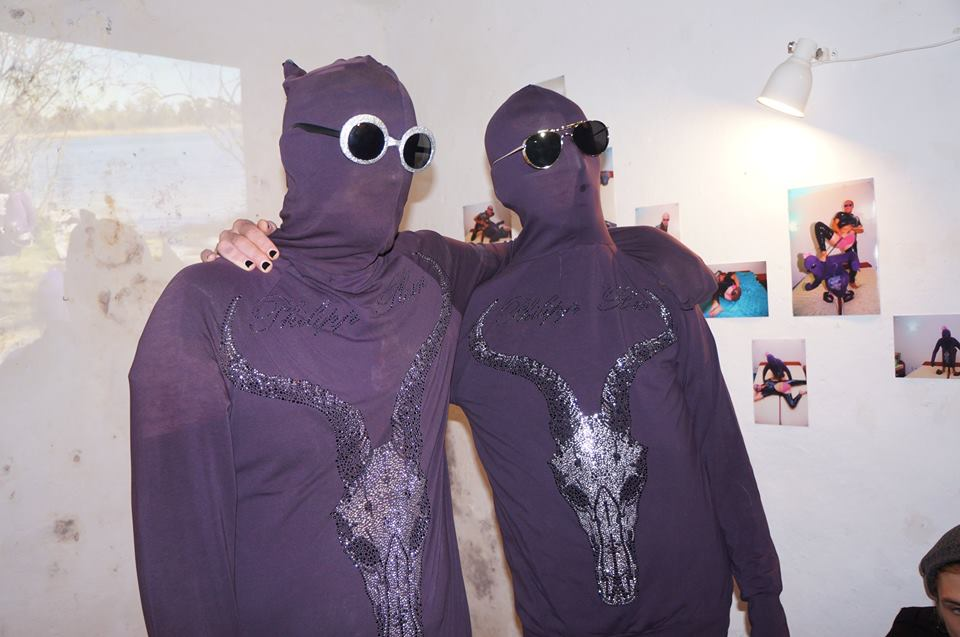
Презентація проекту «Звездочет» галерея Детенпула 2017

## Фестивалі
- 2011 Terra Futura X
- 2015 Бірючий контемпорарі арт
- 2016 Stopien Zaleznosci
- 2017 Галерея Детенпула, презентація проекту «Звездочёт»

## Диско та синглографія
- 2011 Лопнул кондом
- 2011 Эскимо
- 2012 2012 Апокалиптическая песня
- 8 березня 2013 Девушка-мутант
- 2013 Камахи
- 2016 Мы не Петухи! (альбом)

## Відеографія
- 2011 Мы не Петухи, Массаж, Ихтиандр
- 2012 Байкал, СМСка, Жабурынь
- 2014 Махито
- 2017 Звездочёт

## Цікаві факти
1. Деякі тексти гурту мають автобіографічний характер, хоч і з елементом фантастичного перебільшення
2. Тексти пісень «Мы не Петухи!» та «Массаж» частково засновані на текстах туристичних проспектів що митці знайшли в номері пансіонату
3. Рапани спочатку були виключно гетеросексуальним гуртом, та заперечували свою гей складову, потім це змінилось, і учасники стали геями, хоча в реальному життя до геїв Семен і Стас відношення не мають.